# Igor Engonga
Igor Engonga (Santander, 4 de janeiro de 1995) é um futebolista profissional guineense que atua como defensor.

## Carreira
Igor Engonga representou o elenco da Seleção Guinéu-Equatoriana de Futebol no Campeonato Africano das Nações de 2015.